# Musée central des forces aériennes de la fédération de Russie de Monino
Le musée central des forces aériennes de la fédération de Russie de Monino (en russe : Центральный музей Военно-воздушных сил РФ) se situe sur le site de l'aérodrome de Monino à 40 km à l'est de Moscou, en Russie, et est l'un des musées les plus importants au monde de l'aviation, le plus important pour les avions russes.
Le musée montre l'évolution de l'aviation soviétique dès le début jusqu'à nos jours, avec de nombreuses expositions.
Au total, environ 173 avions et hélicoptères, et 127 moteurs et turbines sont exposés. Parmi eux, 44 modèles de l'Académie des sciences de Russie présentés comme des monuments nationaux de la science et la technologie expliqué.
Le musée propose également des collections d'armes, d'instruments, d'uniformes, d'objets d'art et autres articles relatifs à l'aviation. Une bibliothèque contenant des livres, des films et des photos sont également accessible aux visiteurs. Les visites sont organisées par des ex-pilotes.
Le musée a ouvert ses portes en 1958. Avant 2001, il était fermé au public, en raison de la présence de prototypes classés « secret défense » de l'ère soviétique. La présence de ces raretés rend aujourd'hui le musée si particulier.
Le musée est situé à côté de l'Académie militaire d'aviation Youri A. Gagarine.

## Le musée à l'intérieur du complexe militaire
Comme le musée est situé sur le territoire de l'Académie militaire d'aviation Youri A. Gagarine, tous les visiteurs doivent passer la porte d'entrée du complexe militaire. Depuis l'été 2006, l'autorisation spéciale pour visiter le musée n'est plus nécessaire.

## Quelques modèles exposés
Avions de transport et de avions de ligne

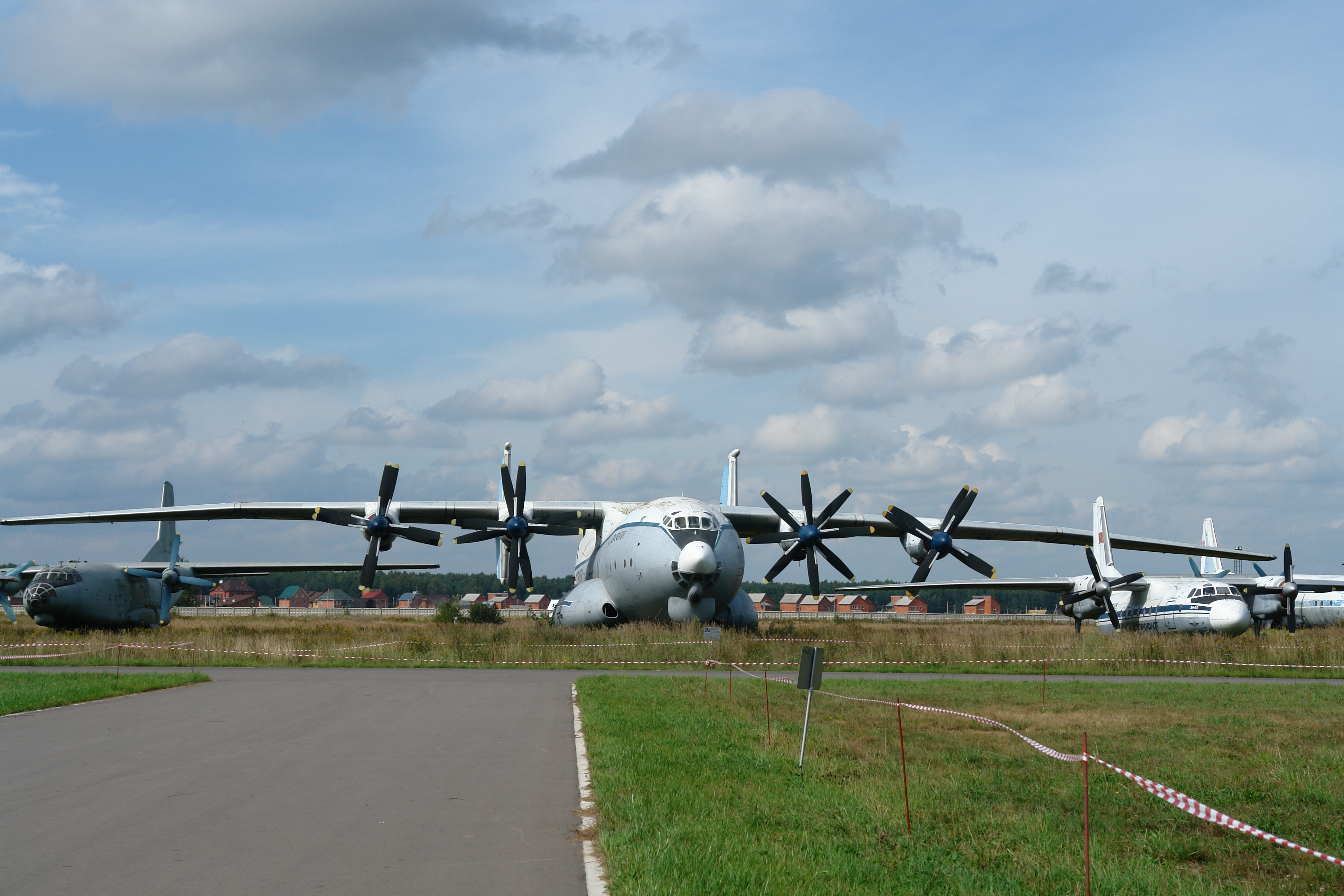
Antonov An-22 (Cock)
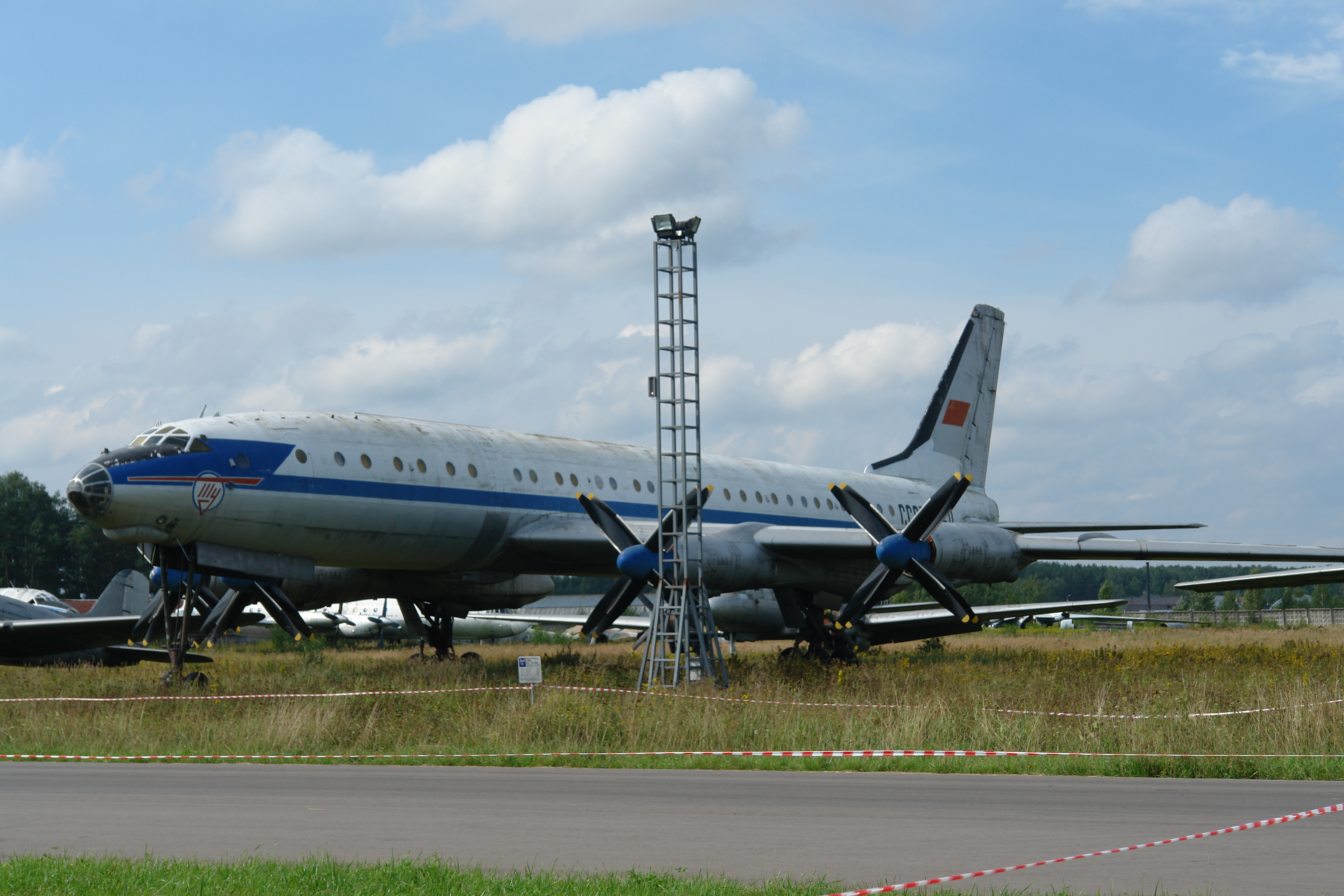
Tupolev Tu-114 (Cleat)
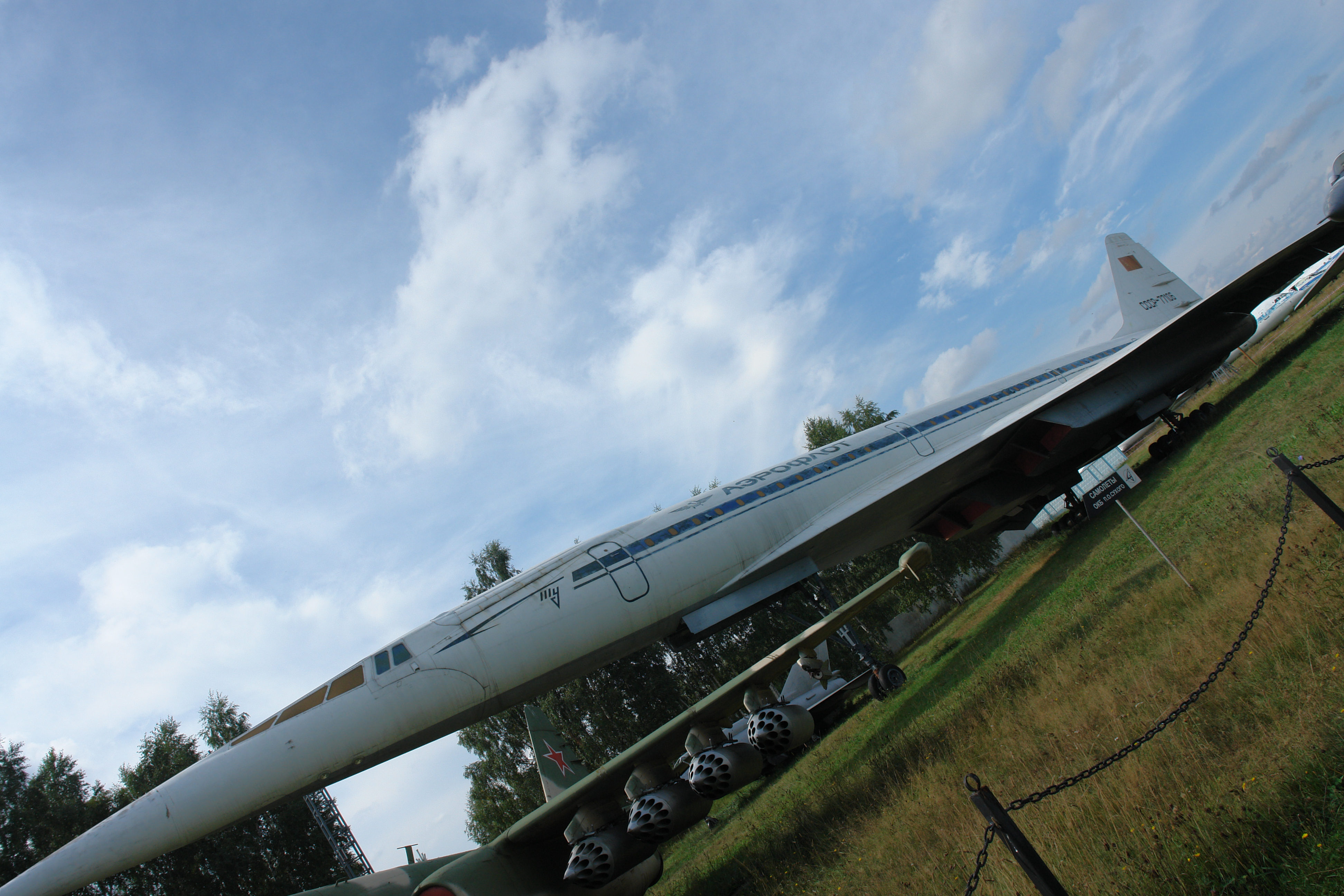
Tupolev Tu-144 (Charger)
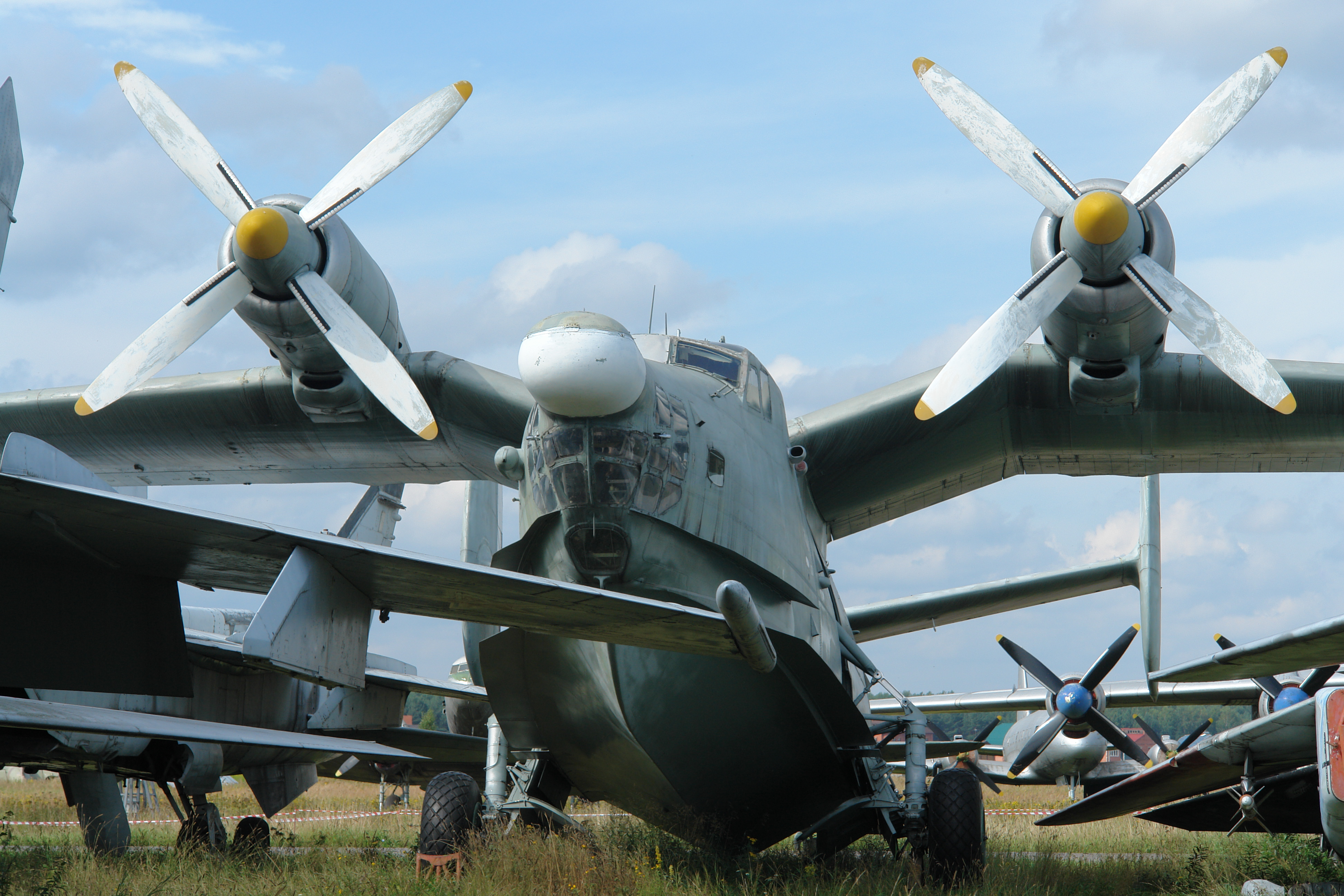
Beriev Be-12 (Mail)

Avions de chasse

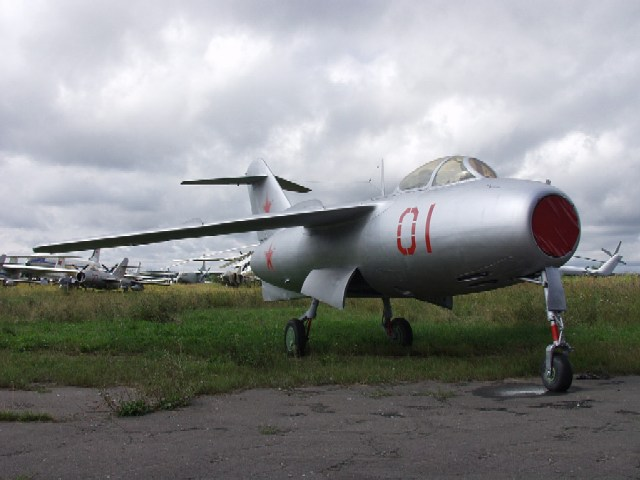
Lavotchkine La-15 (Fantail)
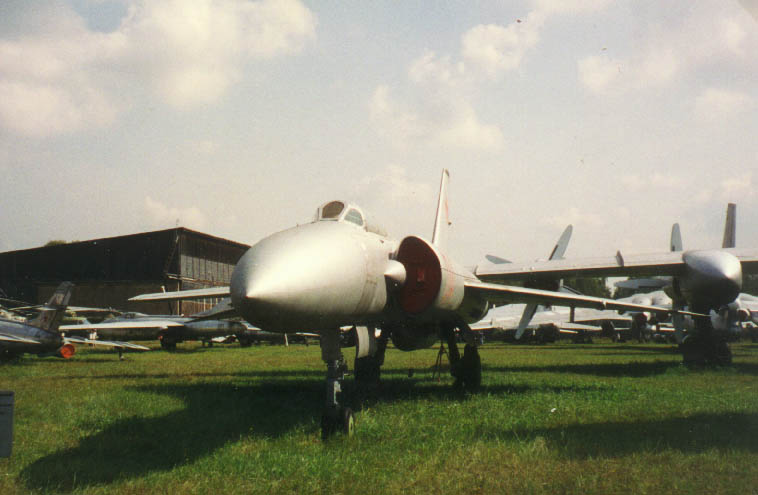
Lavotchkine La-250 Anakonda
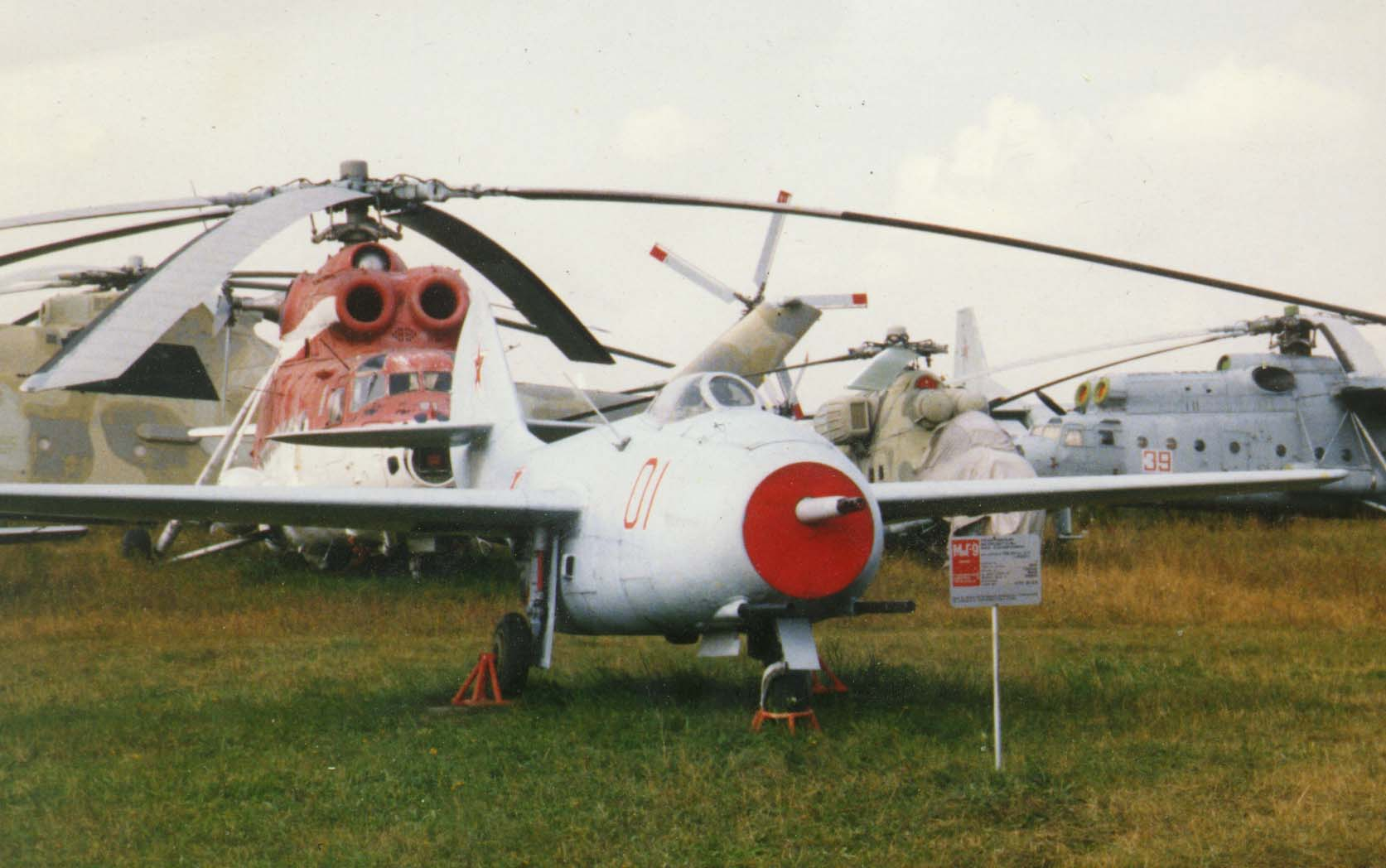
MiG-9 (Fargo)
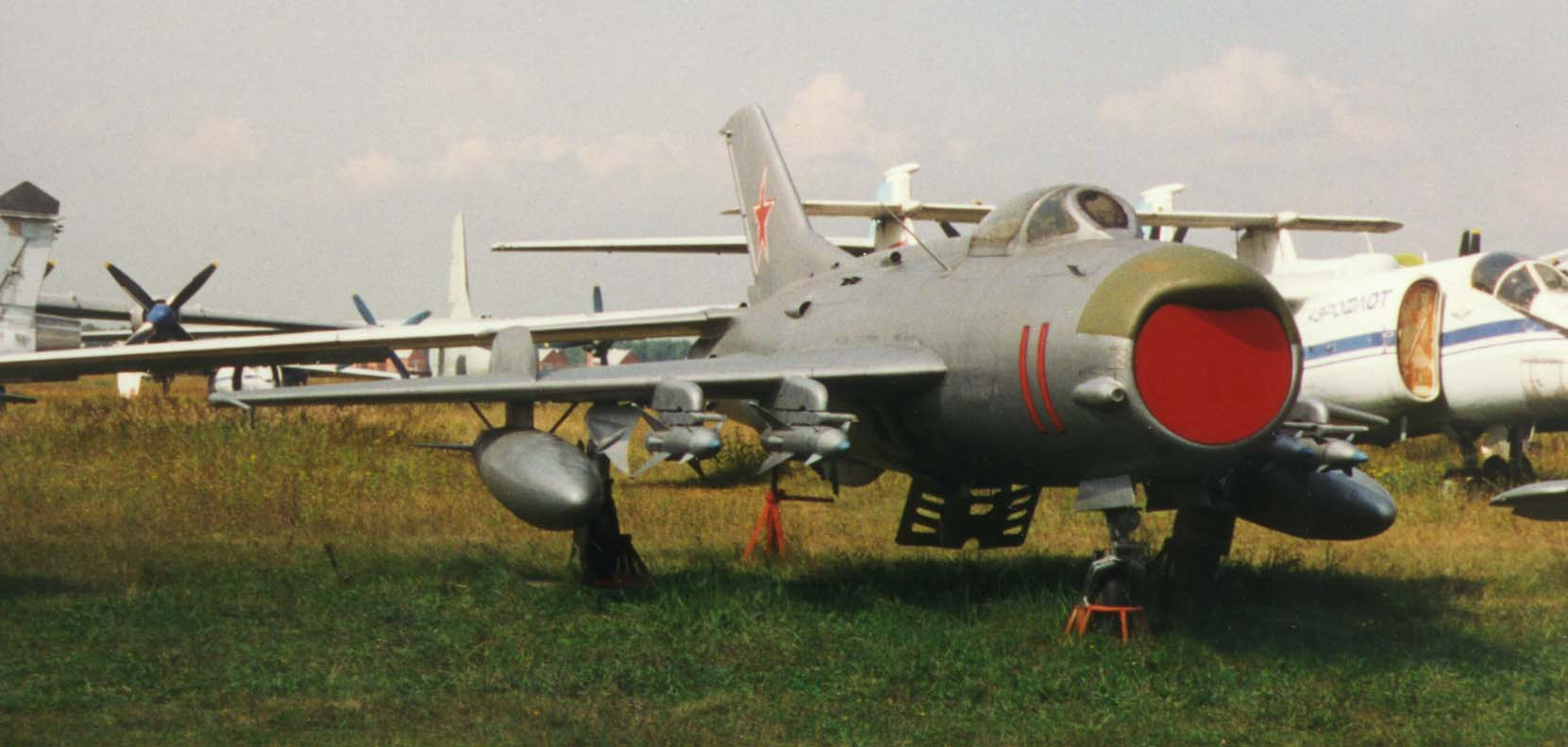
MiG-19 (Farmer)
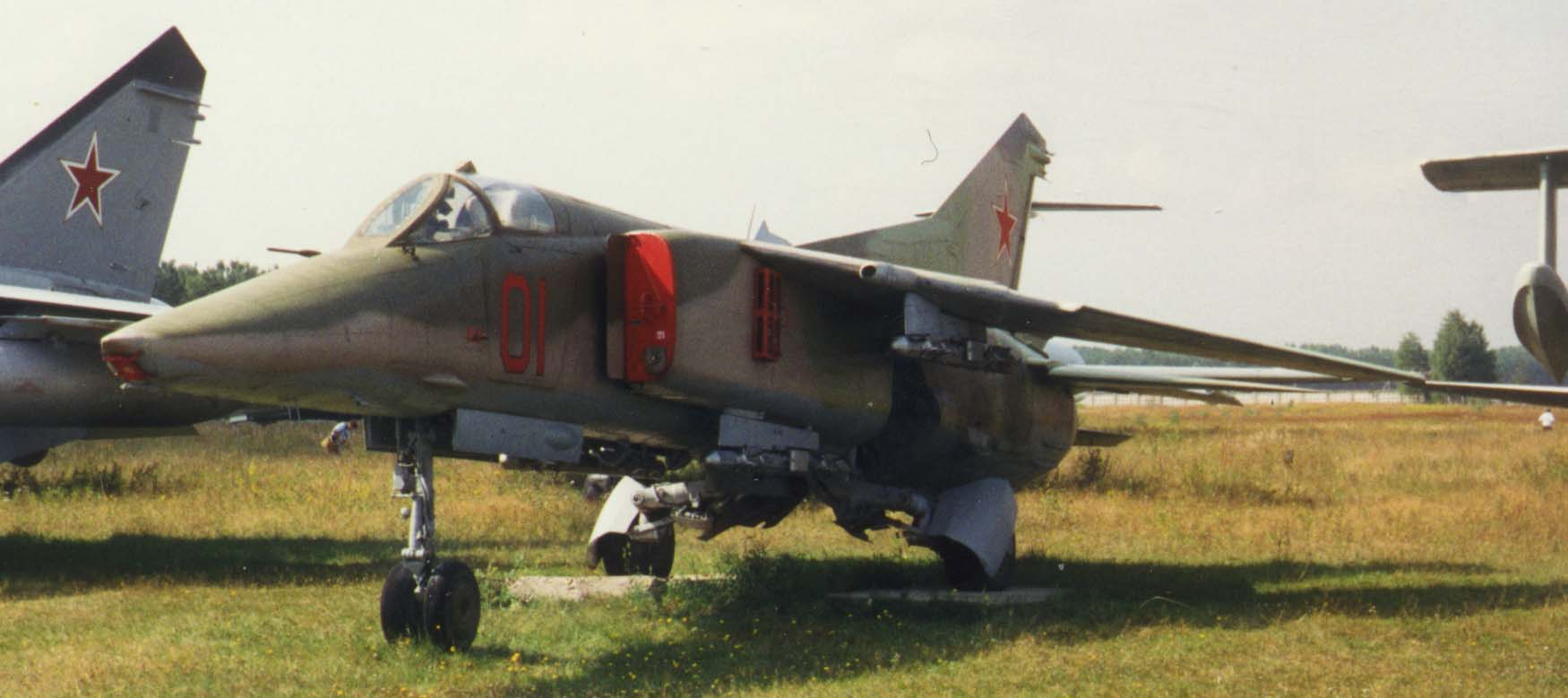
MiG-27 (Flogger)
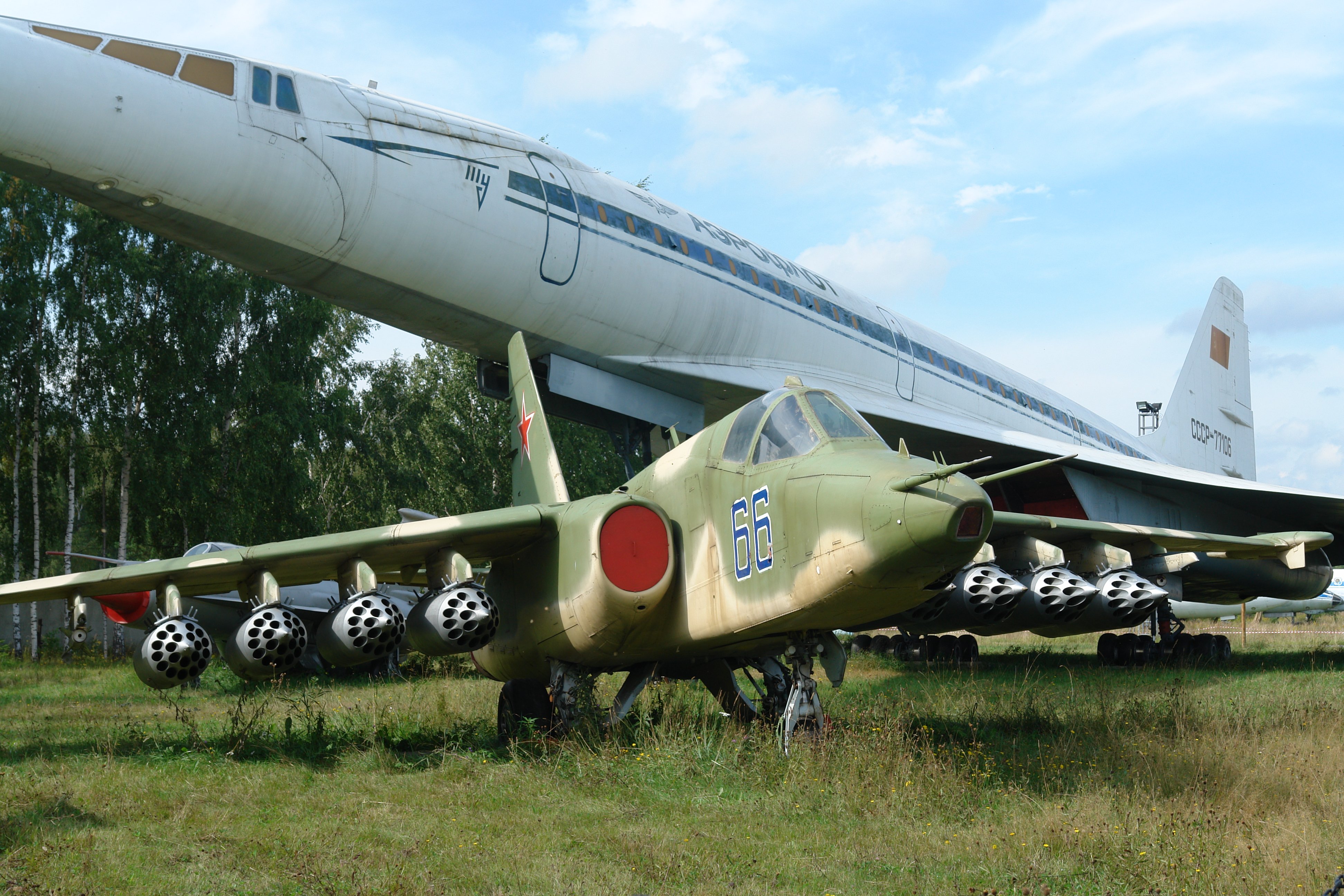
Soukhoï Su-25 (Frogfoot)

Bombardiers

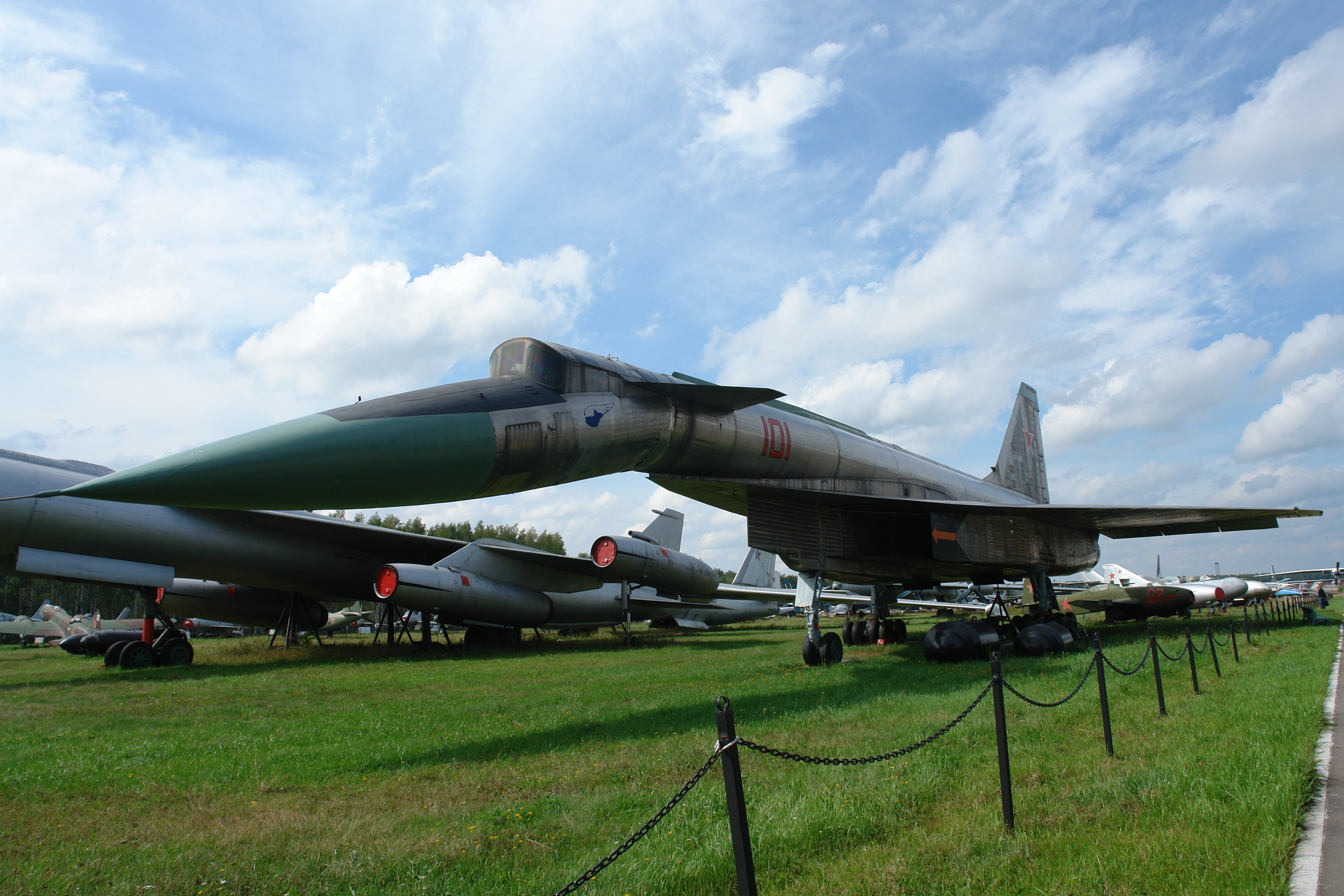
Soukhoï T-4 (Su-100)
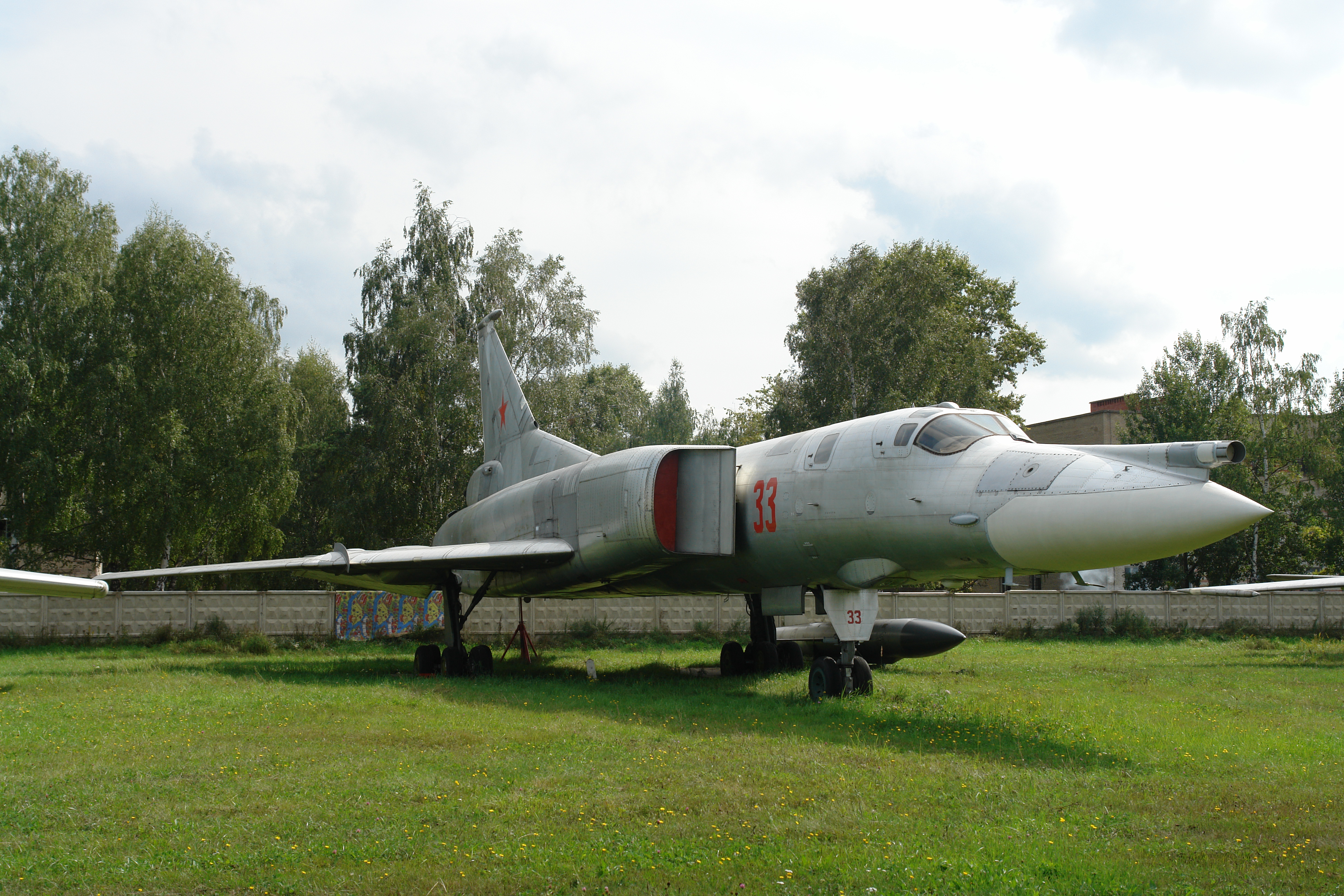
Tupolev Tu-22M (Backfire)
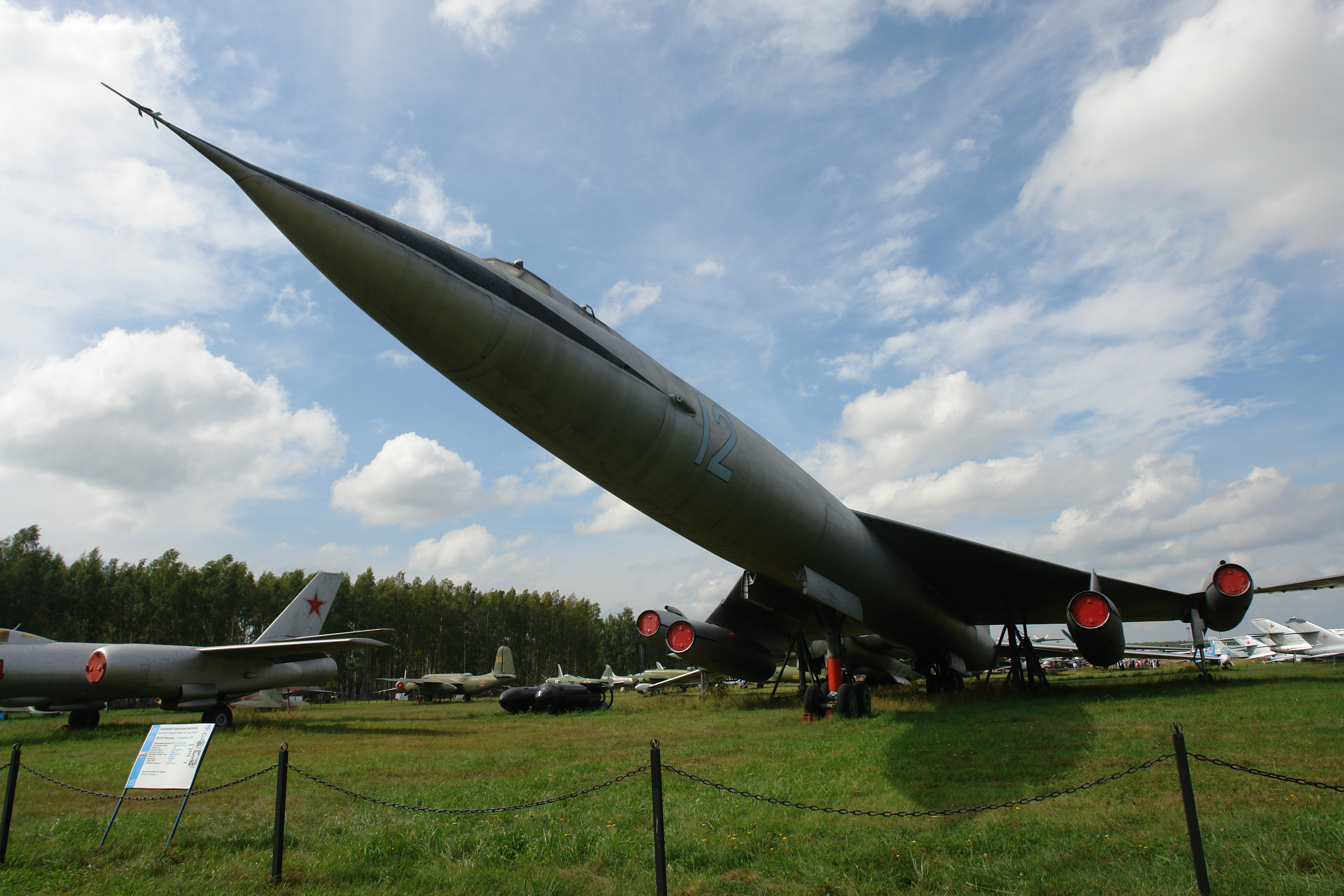
Miassichtchev M-50 (Bounder)
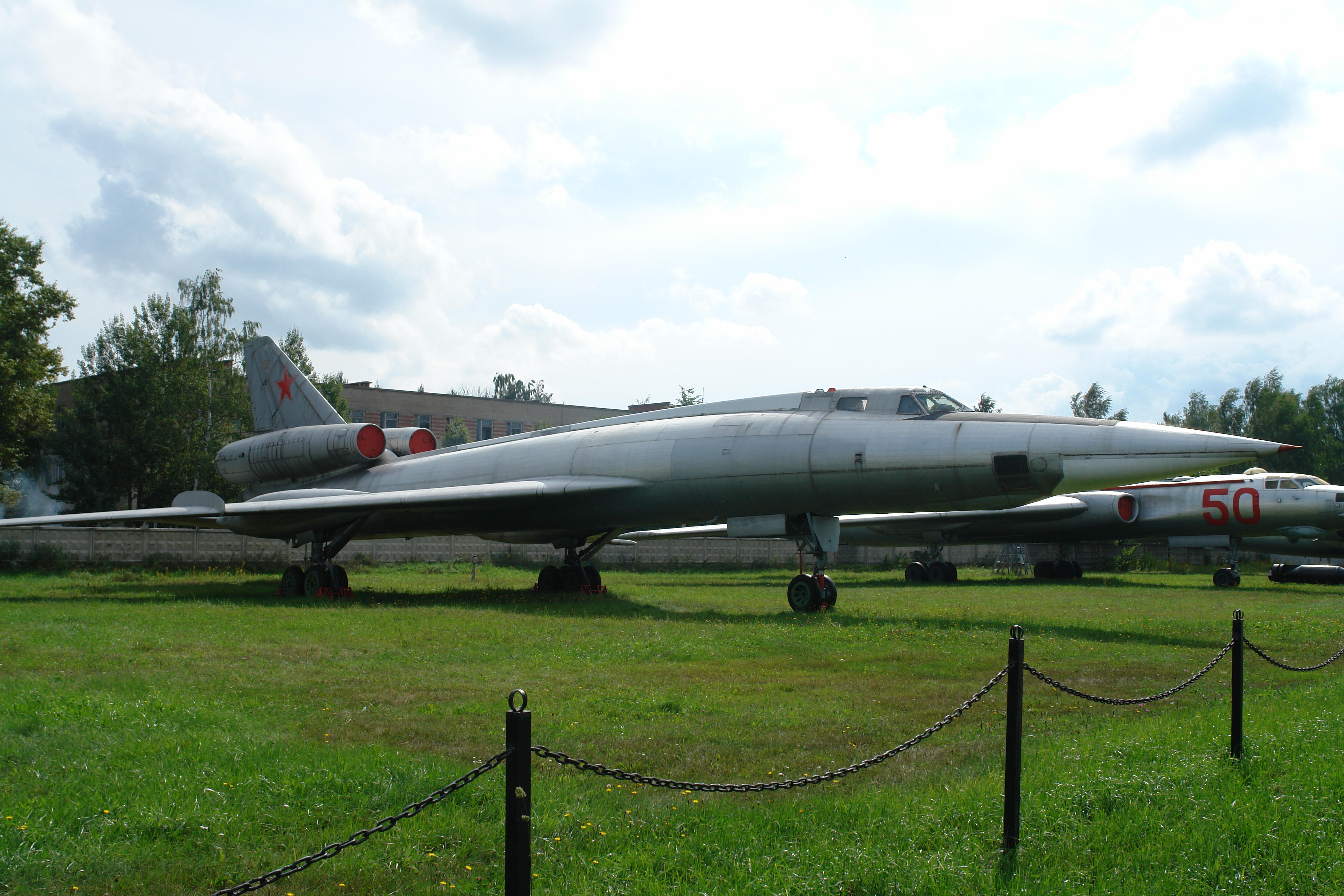
Tupolev Tu-22 (Blinder)
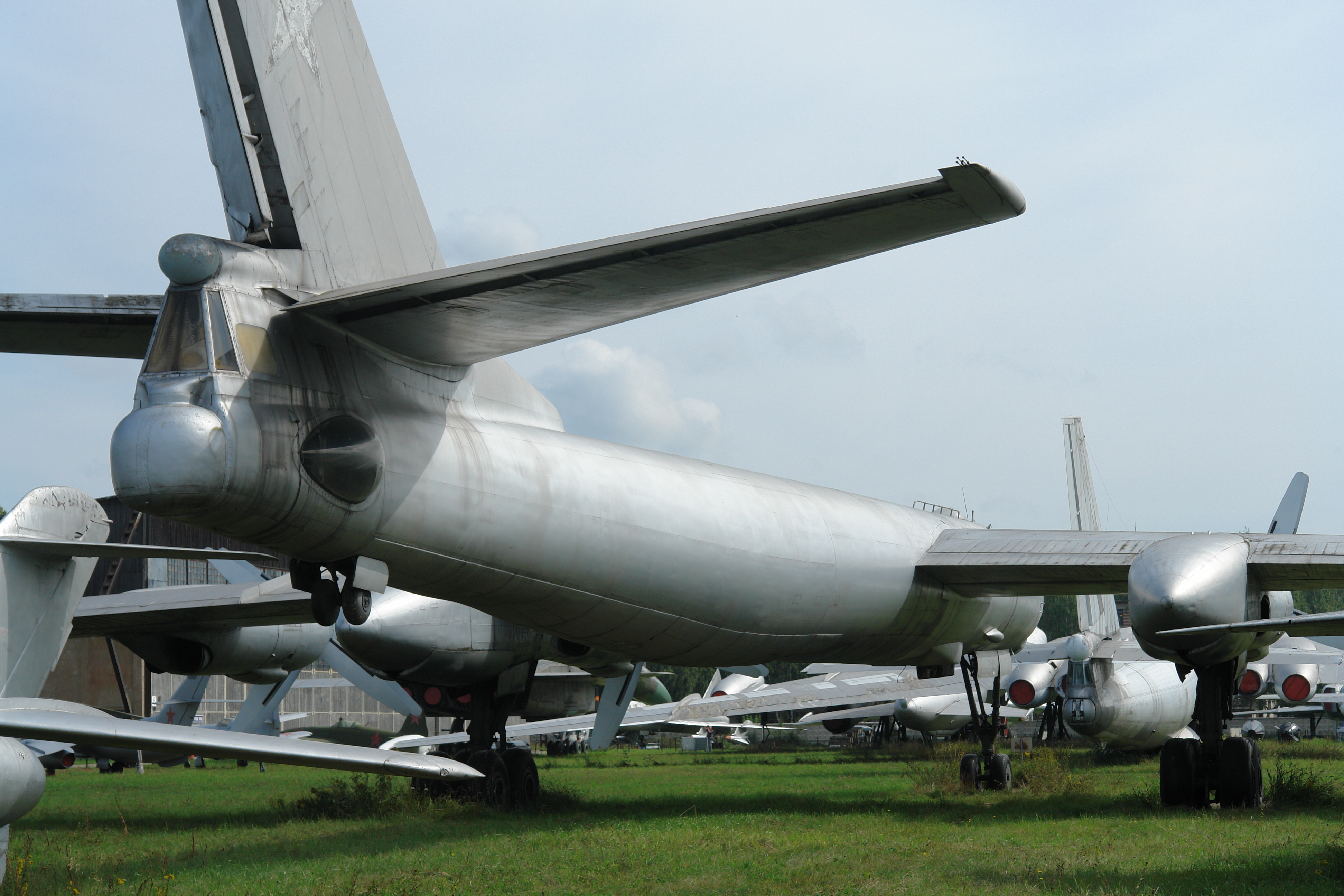
Tupolew Tu-95W (Bear)
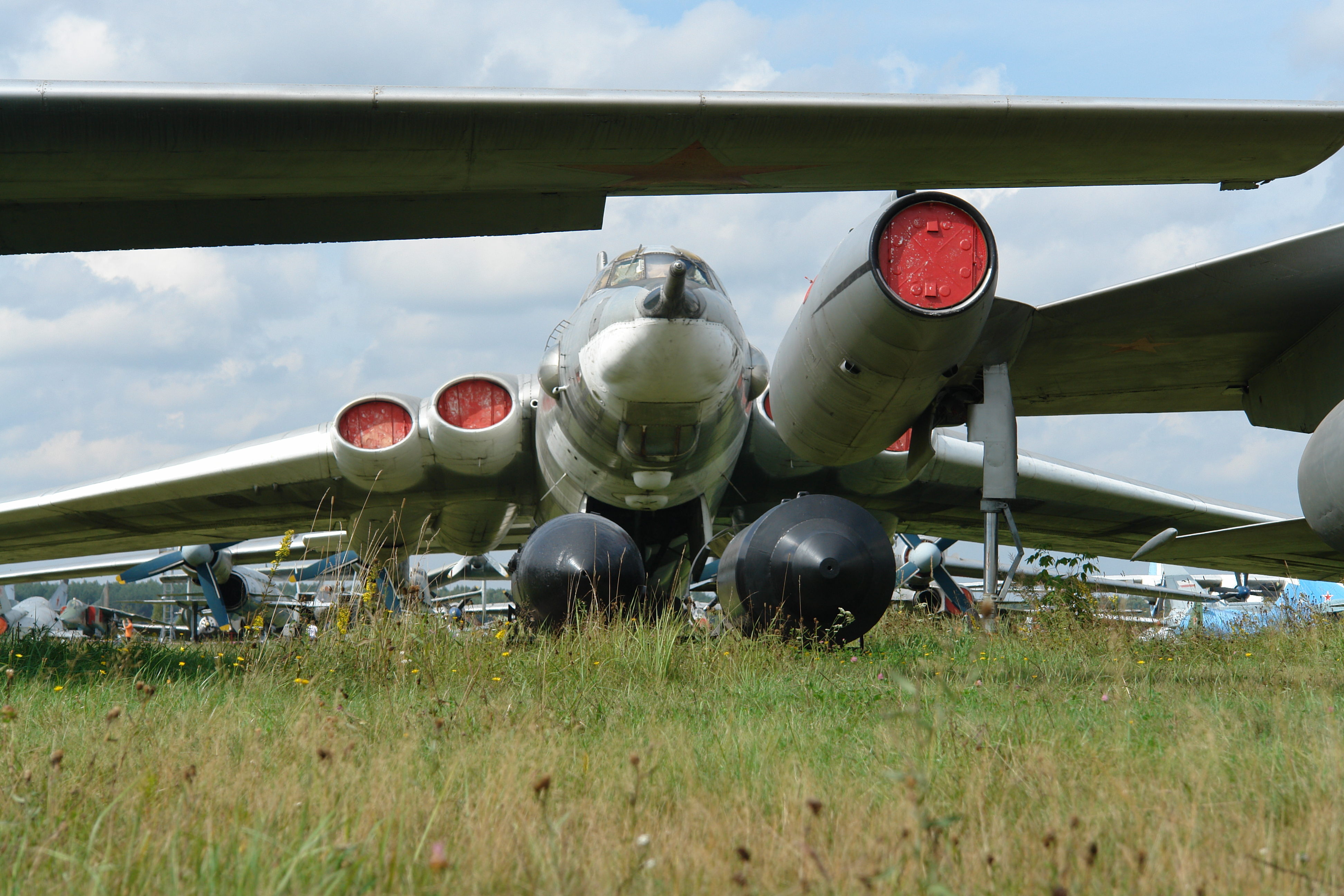
Miassichtchev 3M (Bison)

Hélicoptères

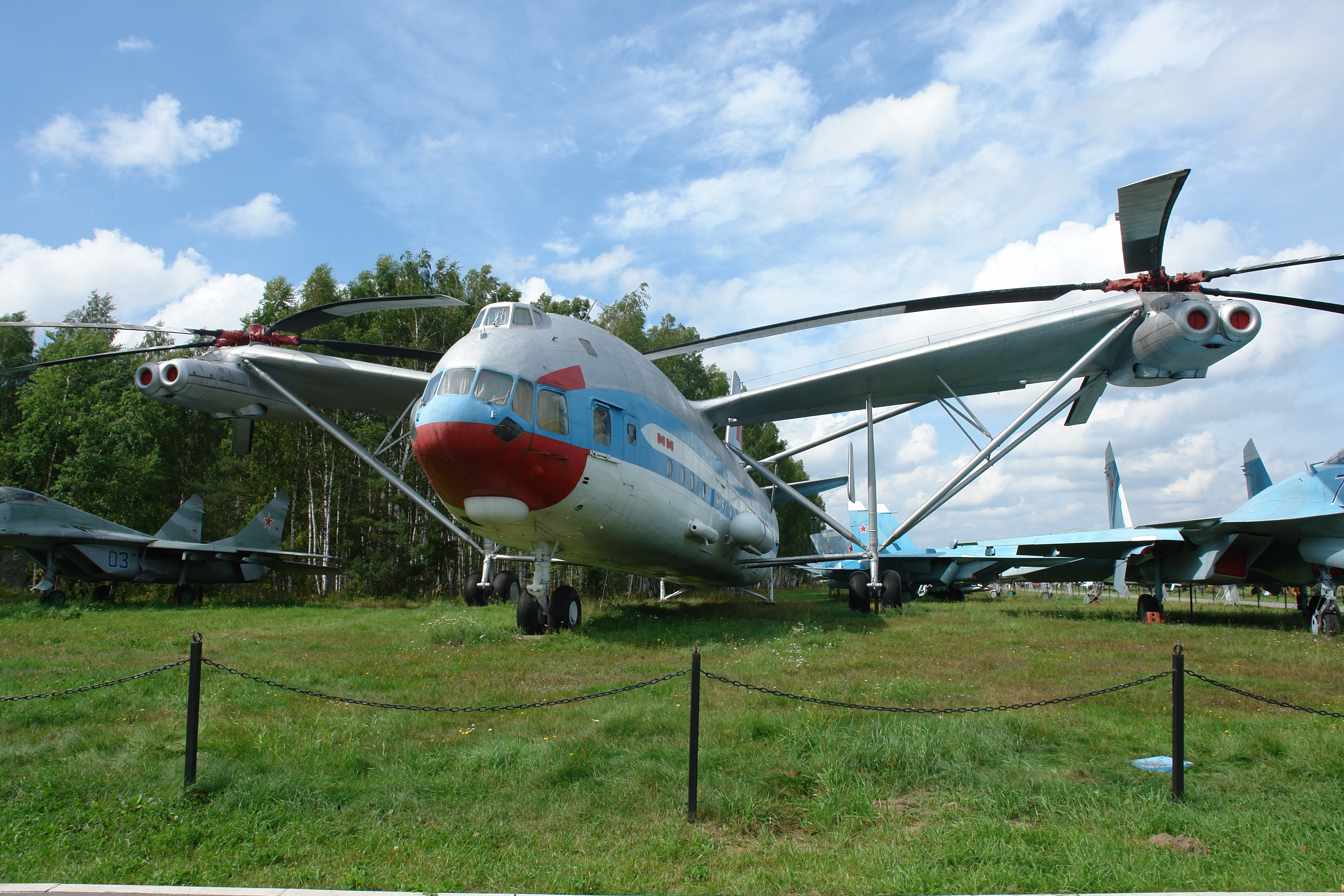
Mil Mi-12 (Homer)
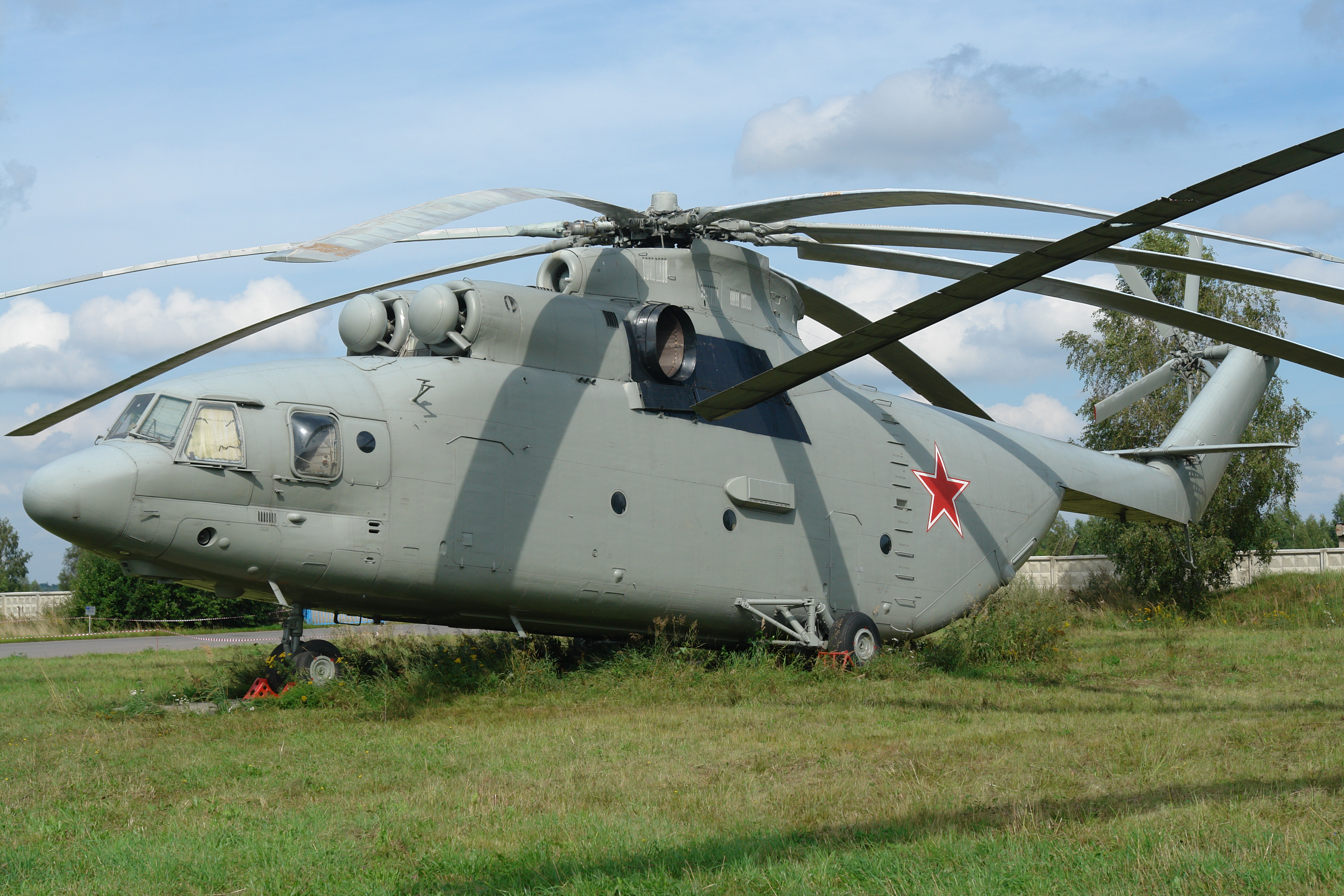
Mil Mi-26 (Halo)
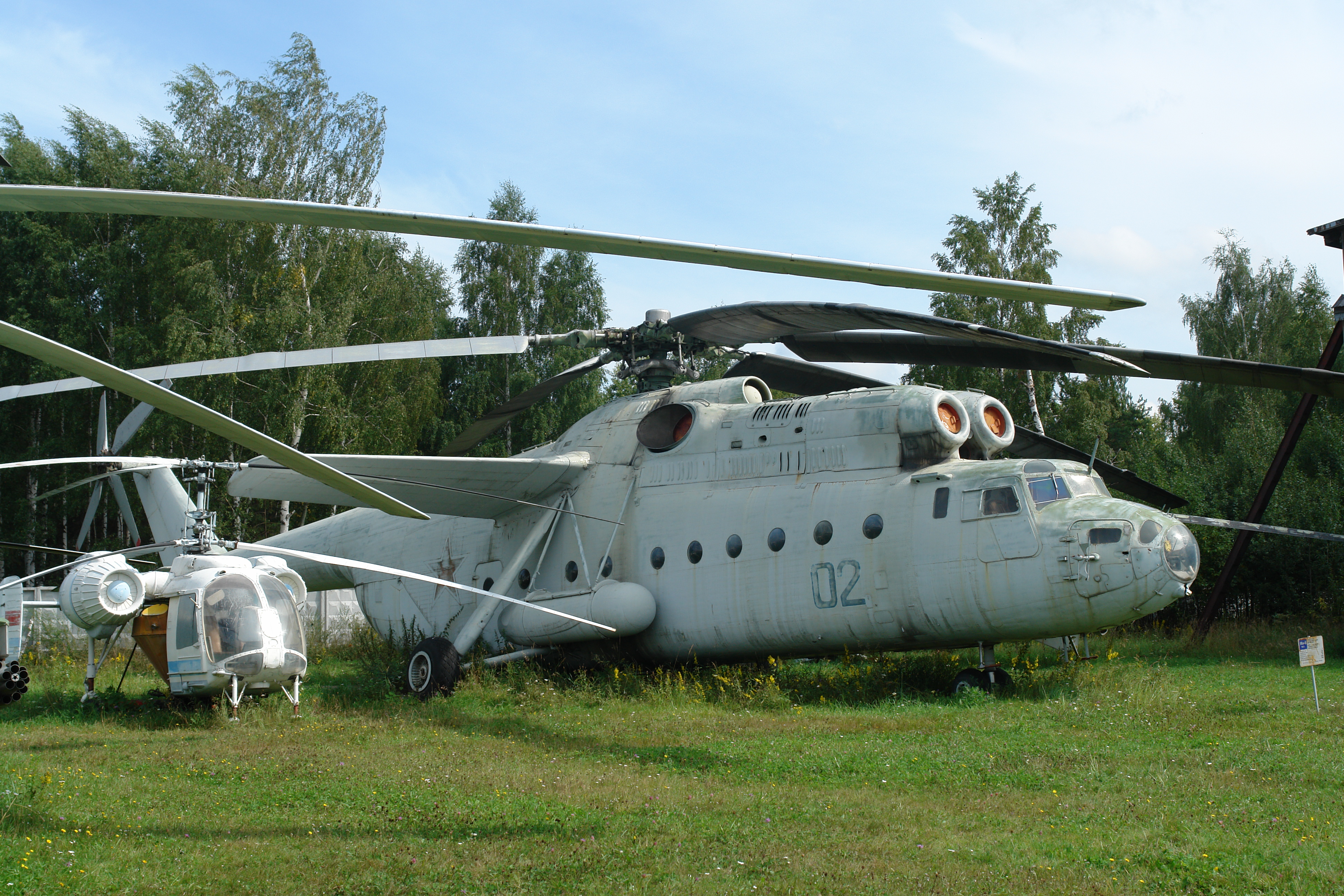
Mil Mi-6 (Hook)
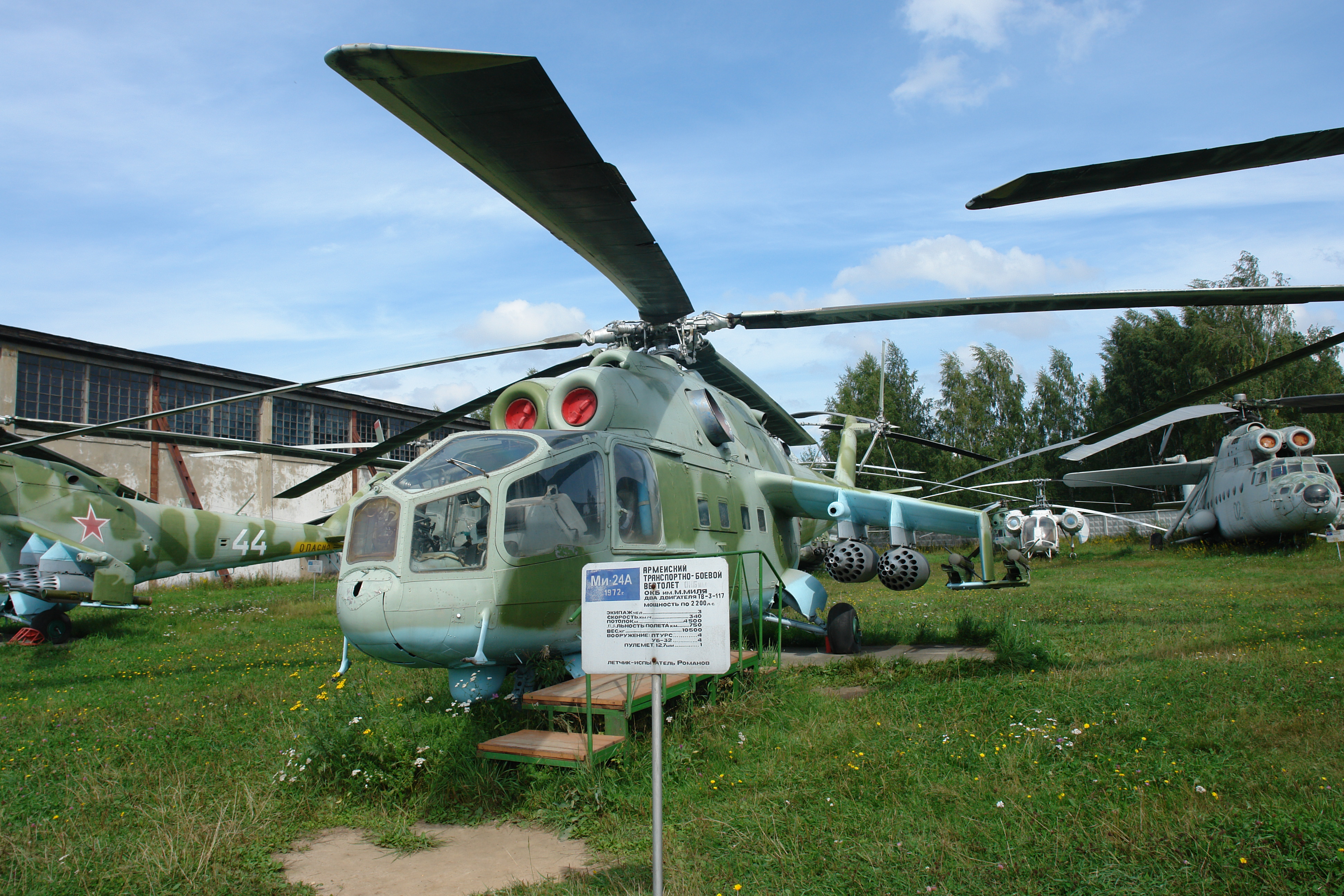
Mil Mi-24A (Hind-A)
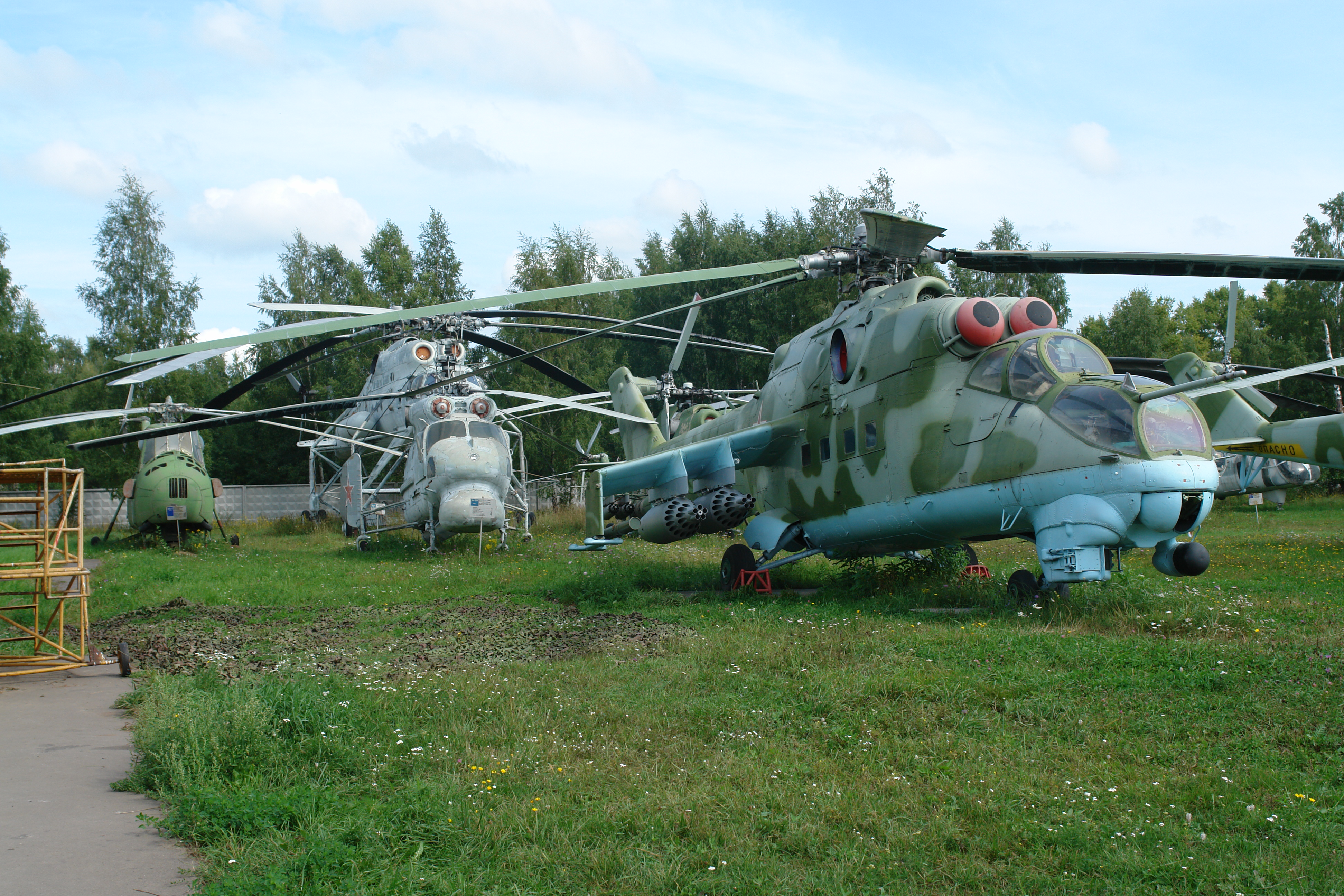
Mil Mi-25 (Hind-D)
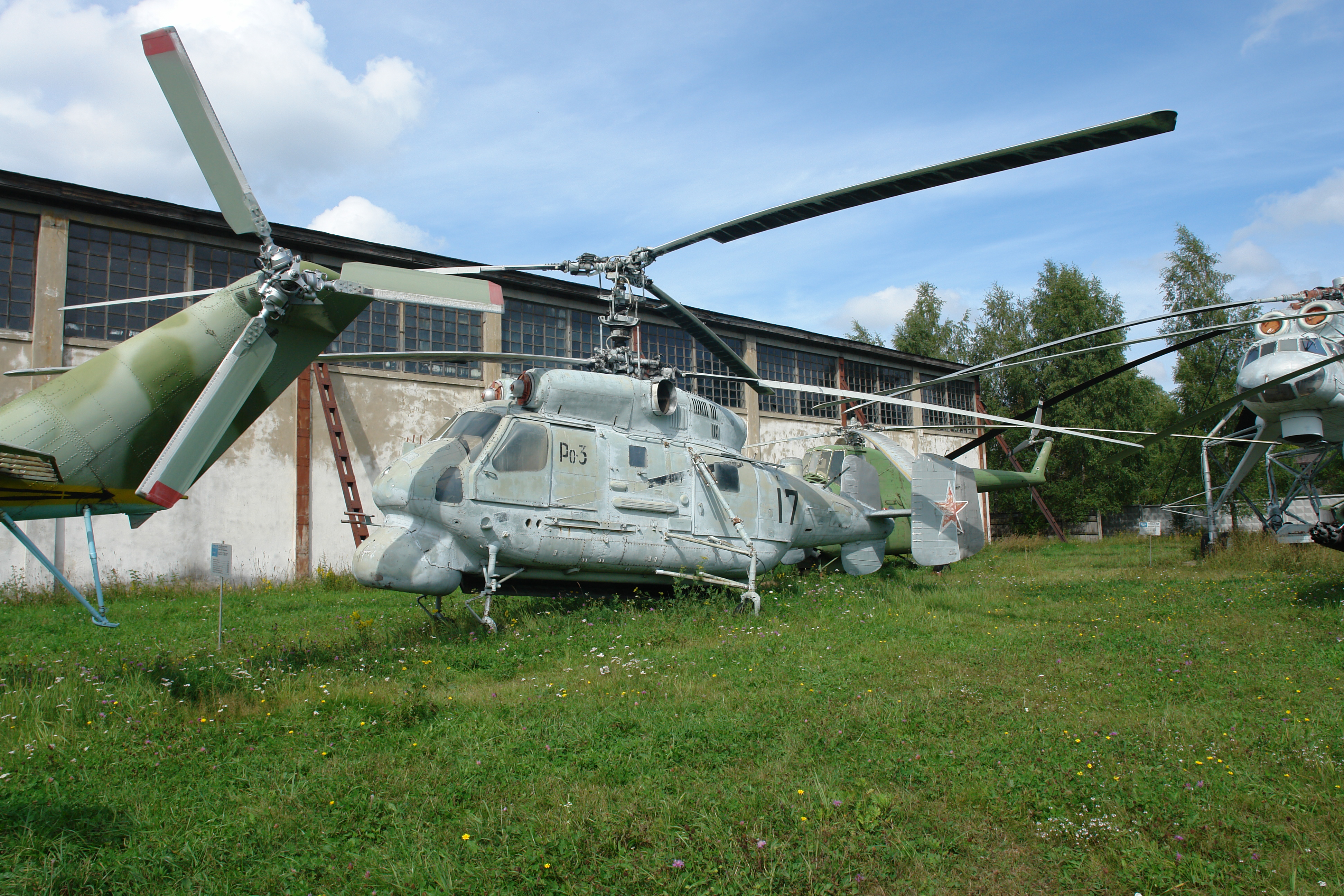
Kamov Ka-25 (Hormone)
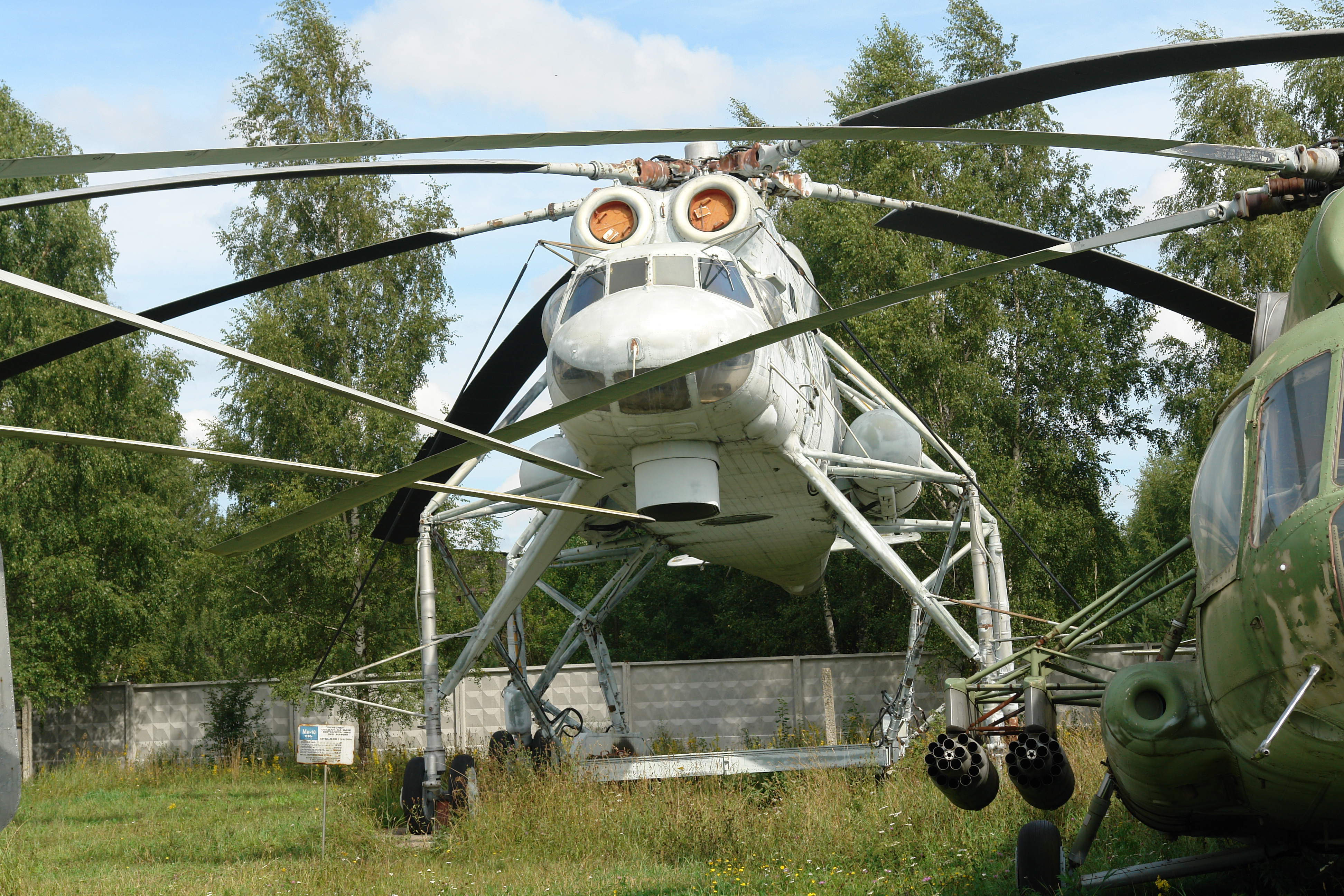
Mil Mi-10 (Harke)
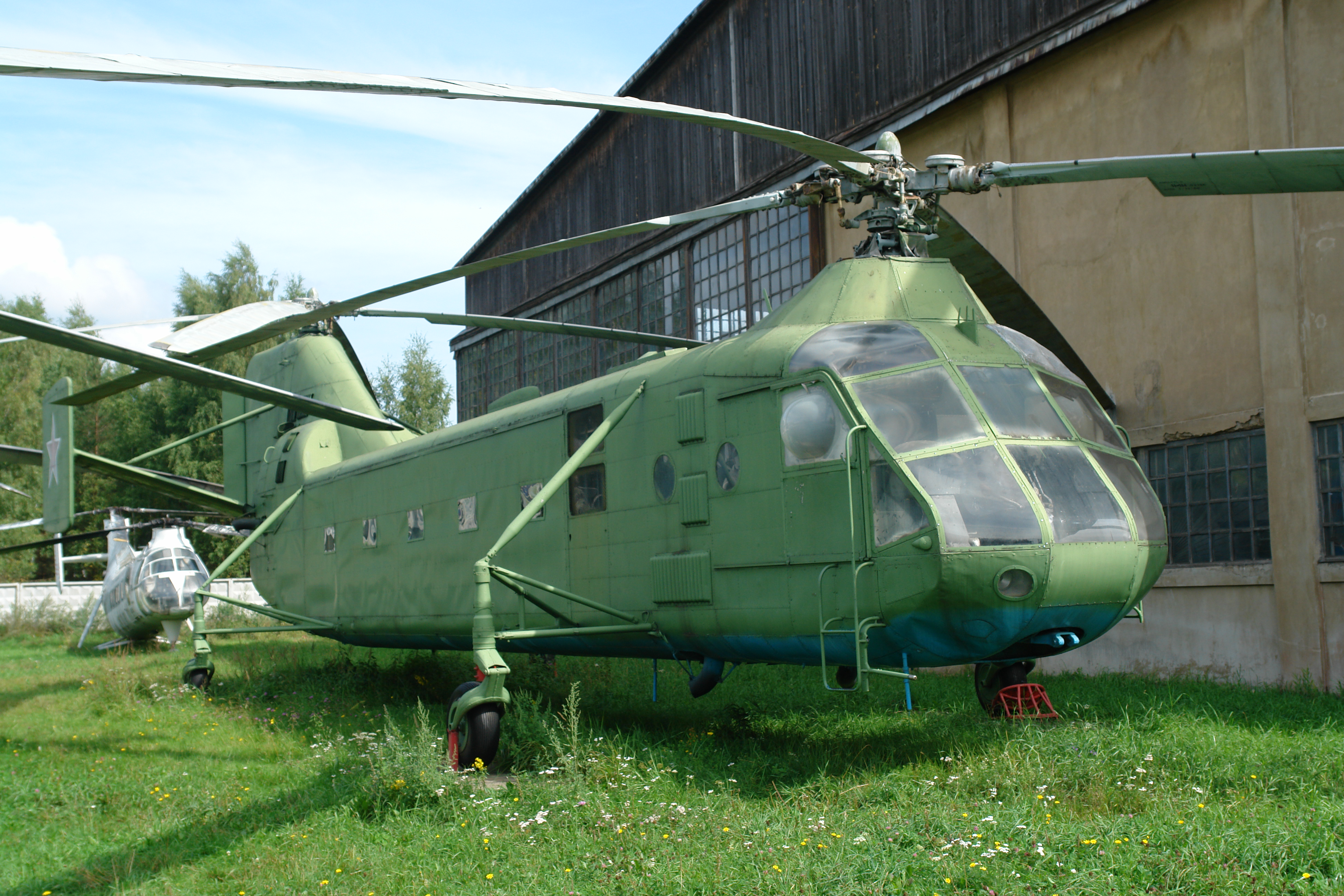
Yakovlev Yak-24 (Horse)

Les aéronefs de la Seconde Guerre mondiale

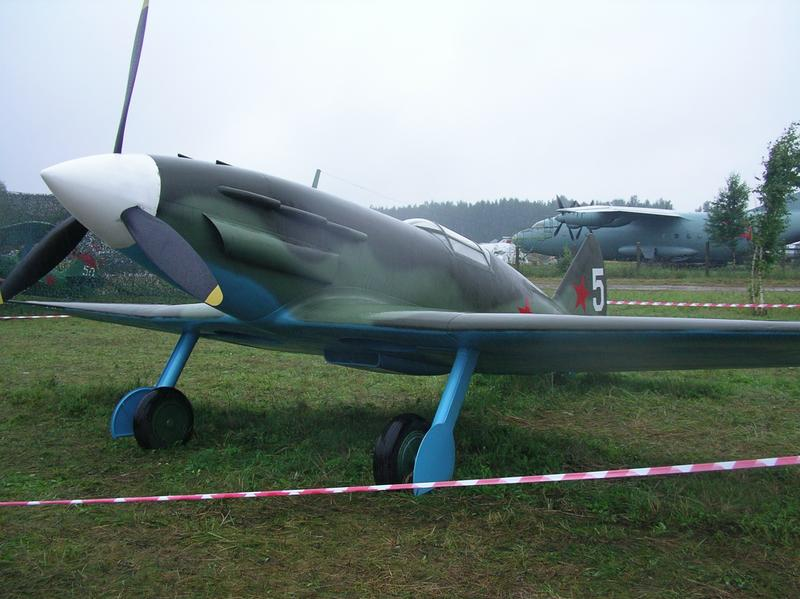
MiG-3
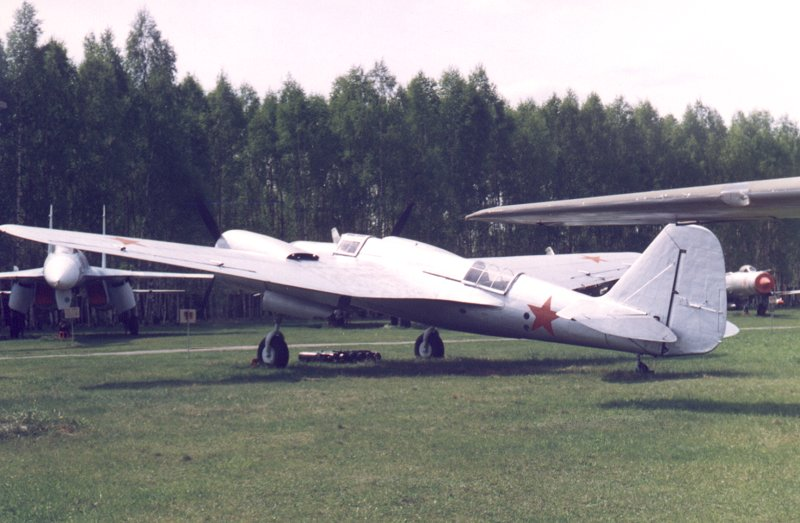
Tupolev SB-2
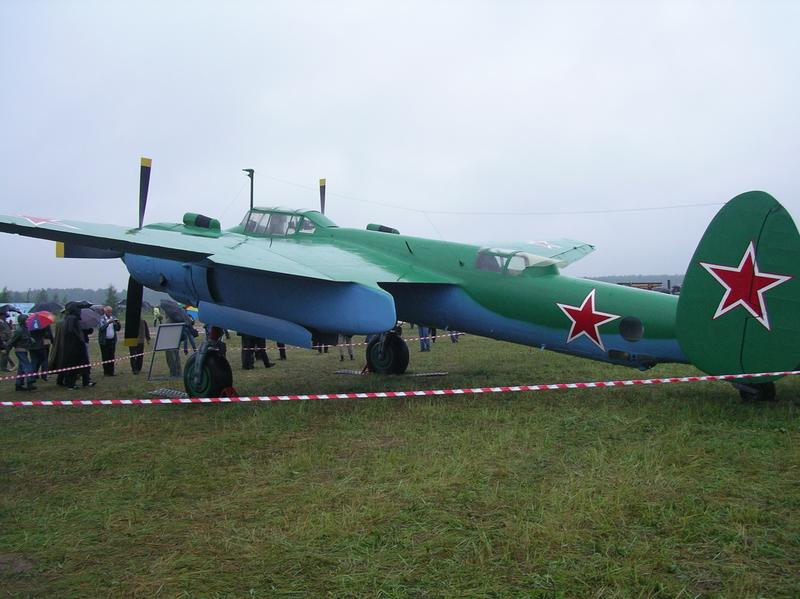
Tupolev Tu-2

Autres aéronefs

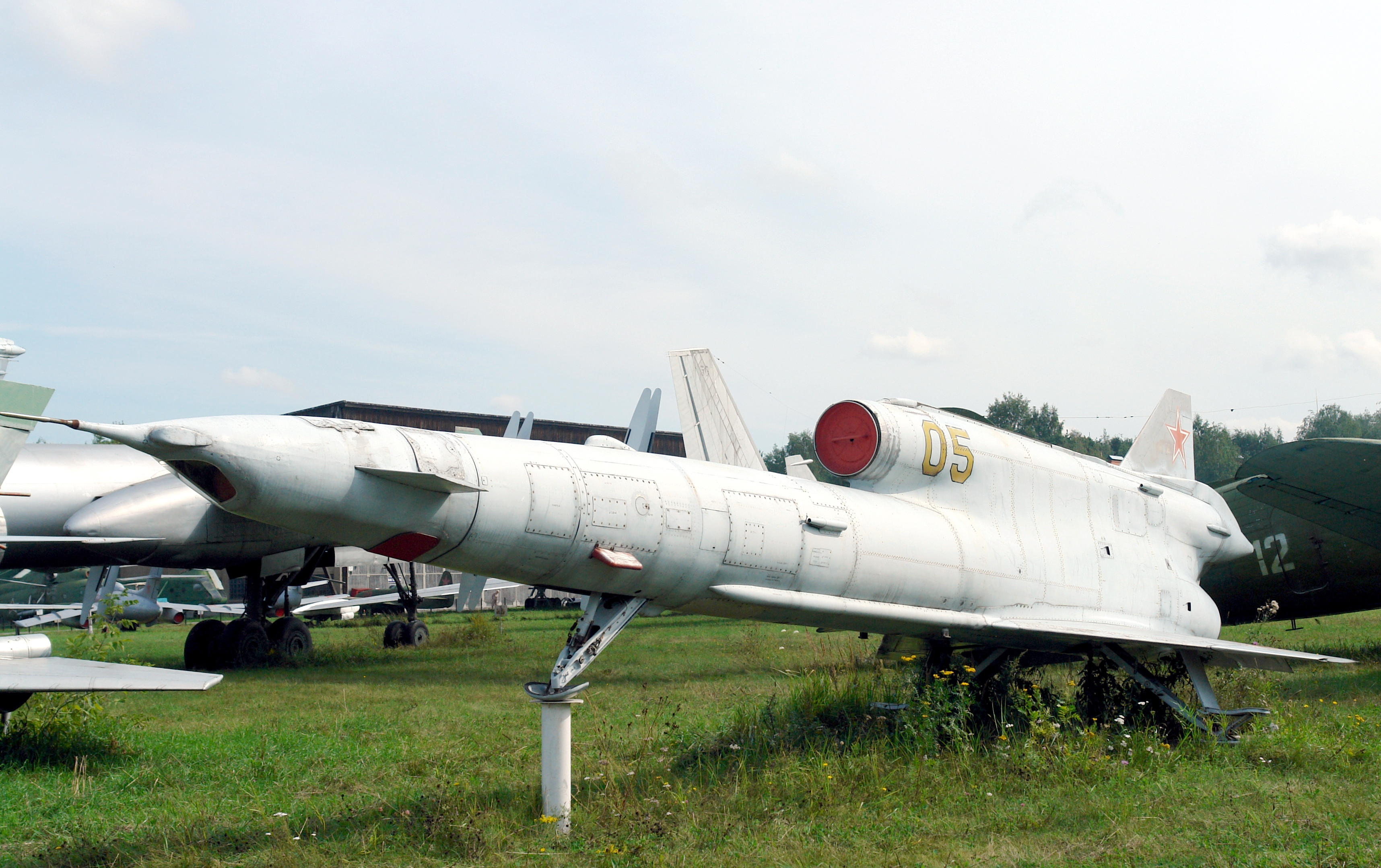
Tupolev M-141 (Strisch) Missile guidé
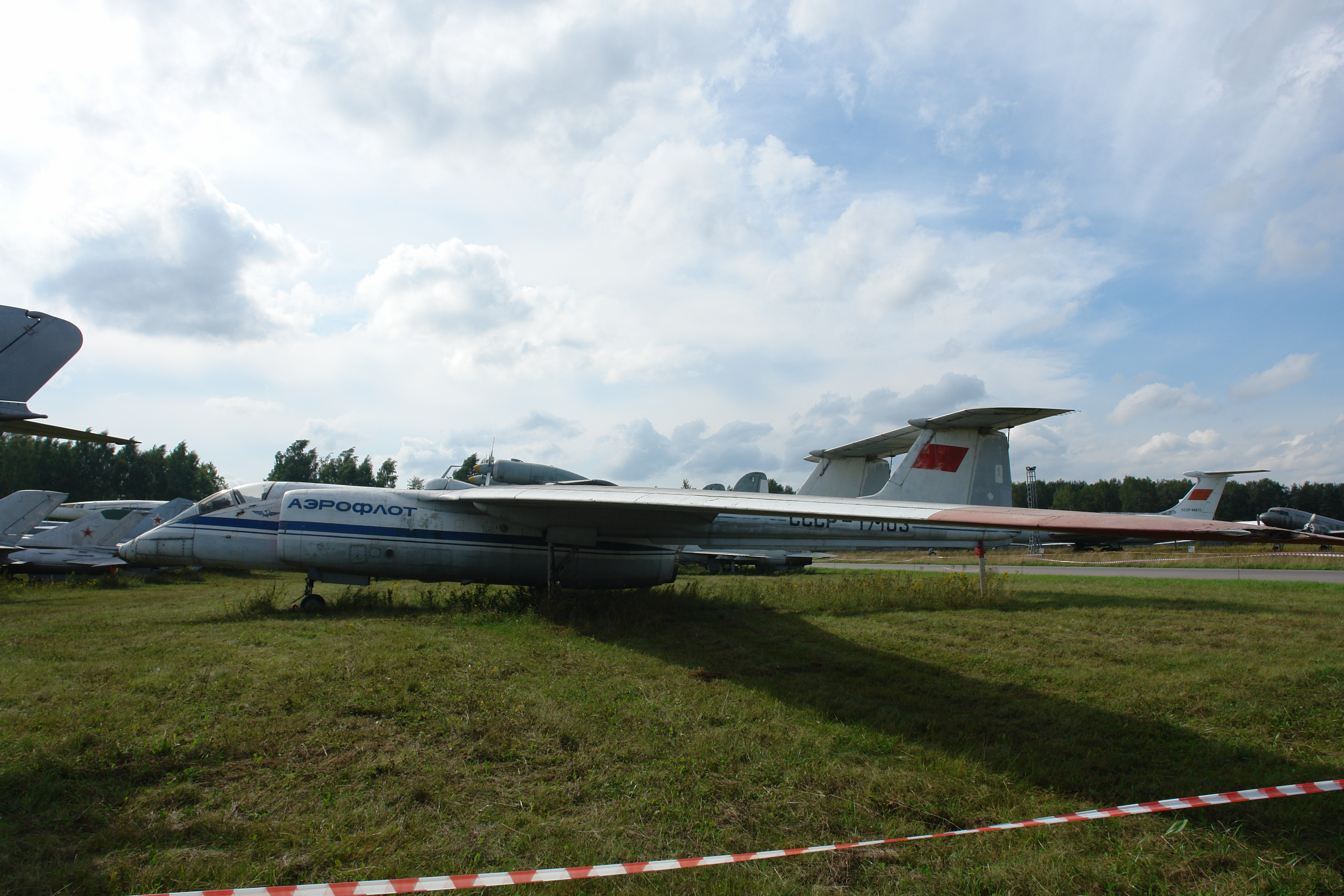
Miassichtchev M-17 (Mystic) Avion expérimental haute-altitude
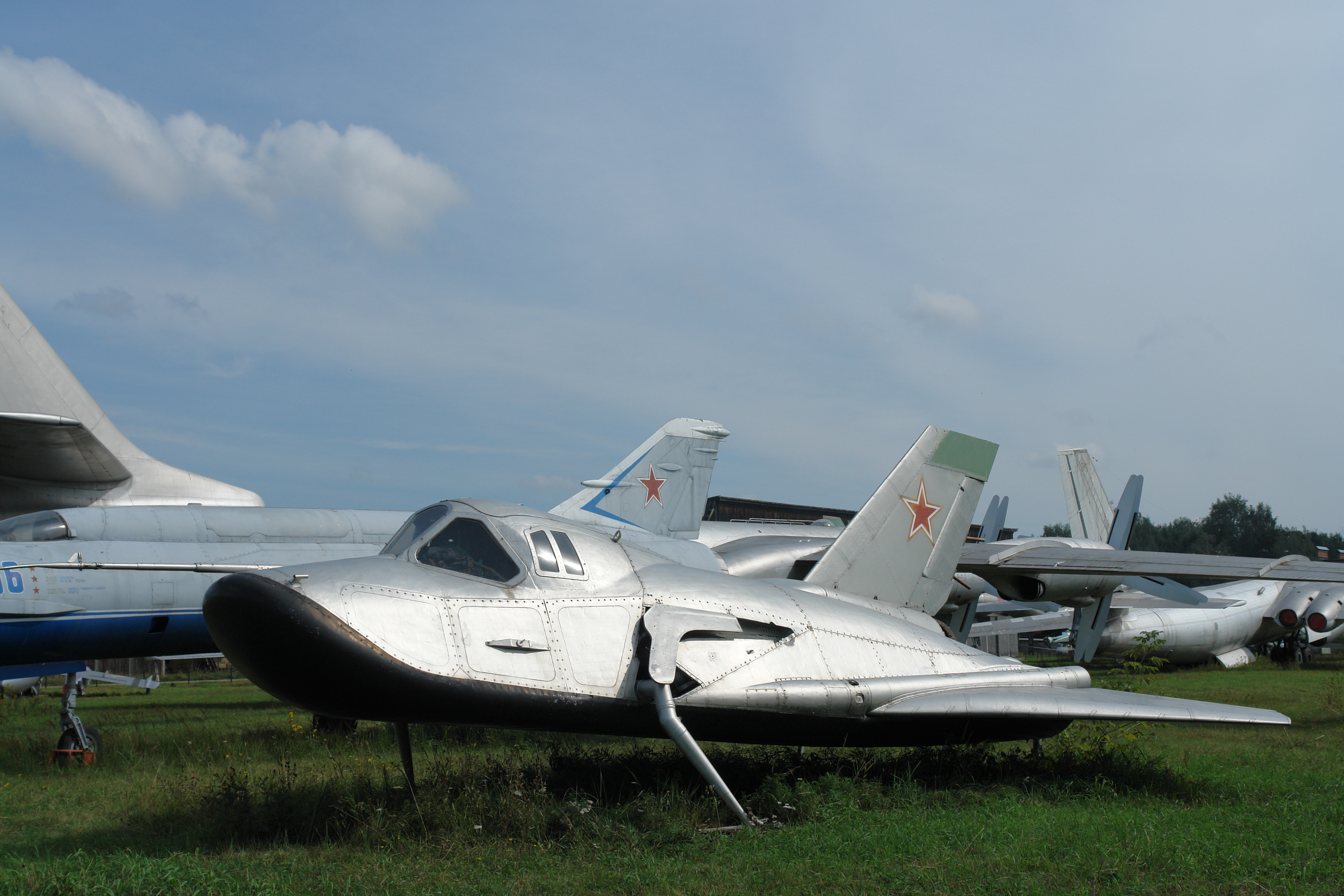
MiG-105 Spiral EPOS Orbital Spaceplane (OS) Prototype Nr. 11 (sub-sonique)